# Reinwardtiodendron
Reinwardtiodendron es un género de plantas fanerógamas perteneciente a la familia (Meliaceae), comprende 7 especies descritas. Es originario de Madagascar.

## Taxonomía
El género fue descrito por Sijfert Hendrik Koorders y publicado en Mededeelingen uit 's Lands Plantentuin 19: 389. 1898.  La especie tipo es: Reinwardtiodendron celebicum Koord.

## Especies
- Reinwardtiodendron anamalaiense (Bedd.) Mabb.
- Reinwardtiodendron celebicum Koord.
- Reinwardtiodendron cinereum (Hiern) Mabb.
- Reinwardtiodendron humile (Hassk.) Mabb.
- Reinwardtiodendron kinabaluense (Kosterm.) Mabb.
- Reinwardtiodendron kostermansii (Prijanto) Mabb.
- Reinwardtiodendron merrillii Perkins